# Franco Palillo
Franco Palillo Neri (Argentina, 7 de septiembre de 1995), más conocido como Franco Palillo, es un jugador profesional argentino de rugby que se desempeña en la posición de hooker en Dallas Jackals, equipo perteneciente a la liga Major League Rugby.

## Carrera
En 2022, Palillo se unió al equipo American Raptors (2022-2023), después pasó a Dallas Jackals, disputando su primera temporada en la Major League Rugby.